# Burg Bischoffingen
Die Burg Bischoffingen ist der Überrest einer Burg in der Dorfstraße 5 am südlichen Rand des Stadtteils Bischoffingen der Stadt Vogtsburg im Kaiserstuhl im Landkreis Breisgau-Hochschwarzwald in Baden-Württemberg. Sie liegt bei rund 225 m ü. NHN.
In den Jahren 1083 bis 1087 wird ein Hermann von Bischoffingen genannt, weitere Herren von Bischoffingen folgen. Die Erstnennung der Burg („veste“) datiert auf das Jahr 1393, zu dieser Zeit hält der Ritter Hans Meinwart von Tottikofen das von Walraf von Tierstein vergebene Lehen. Auf die Herren von Tottikofen folgt Reinold VI. von Urslingen als Lehnsmann. Dessen Erben sind die Herren von Geroldseck. 1568 erfolgt eine Erwähnung der Burg Bischoffingen als der „alte Burgstall“. Nach baulichen Veränderungen wurde die Anlage als Zehntscheuer und Trotte verwendet. Im Jahr 1924 wird der Burggraben verfüllt.
Die ehemalige circa 30 mal 30 Meter große quadratische Burganlage zeigt Reste mittelalterlicher Bausubstanz aus Buckelquadern mit einer Höhe von bis zu 4 Metern in der Südwestecke, die heute in einem Wohnhaus verbaut sind. Die Anlage ist in Privatbesitz.